# The Duff — Дежурна неугледна другарица
The Duff – Дежурна неугледна другарица (енгл. The DUFF) америчка је филмска комедија из 2015. године, у режији Арија Сандела, по сценарију Џоша Кејгана. Темељи се на истоименом роману из 2010. године Кодија Кеплингера. Главне улоге глуме: Меј Витман, Роби Амел, Бела Торн, Ник Еверсман, Скајлер Самјуелс, Бјанка Сантос, Алисон Џени и Кен Џонг.
Филм је дистрибуирао CBS Films преко Lionsgate. Приказан је 20. фебруара 2015. године у САД, односно 20. априла у Србији Добио је помешане рецензије критичара и зарадио 43 милиона америчких долара.

## Радња
Бјанка ужива у завршној години средње школе у предграђу Атланте, са своје две најбоље пријатељице, Џес и Кејси, које су обе знатно популарније од ње. Она је такође комшиница и бивша пријатељица из детињства Веслија, звезде школског фудбалског тима, са којим је изгубила контакт током средње школе. Заљубљена је у Тобија који свира гитару и невољно иде на забаву коју води злобна девојка, Медисон, надајући се да ће разговарати с њим. Забава се за њу показала катастрофом, јер јој је тамо Весли нехотице открио да је DUFF своје групе пријатеља—дежурна неугледна другарица. Он објашњава да DUFF не мора нужно бити ружан или дебео, већ је само особа у друштвеној групи мање популарна и приступачнија од осталих у групи. Људи користе DUFF да би дошли до популарних људи.
Бјанка је увређена и разорена, али убрзо схвата да је Весли у праву. Ученици њене средње школе заинтересовани су само за њу као начин да дођу до Џес и Кејси. Она излаже свој бес на Џес и Кејси и уклони их на друштвеним медијима и из живота.
Бјанка је касније чула Веслијевог наставника науке, господина Филмора, који је рекао Веслију да, осим ако не положи испит, напушта фудбалски тим, што би га могло коштати његове фудбалске стипендије. Очајнички желећи да промени свој друштвени положај и изађе на састанак са Тобијем, Бјанка постиже договор са Веслијем—она ће му помоћи да положи науку ако ће је посаветовати како да престане да буде DUFF. Забављају се у тржном центру, покушавајући да је преобразе куповином нове одеће. Ово се обрће када Медисонина слуга снима Бјанку како се игра у новој одећи и претвара се да је изложна лутка Тоби. Они стварају видео исмејавање Бјанке и постављају га на интернет доводећи до тога да јој се цела школа руга. Такође постаје јасно да се Медисон, заљубљеница у ријалити ТВ, осећа посесивно према Веслију, њеном дечку са којим често раскида, и љубоморна је на Бјанкину везу са њим.
Весли каже Бјанки да не дозволи да видео утиче на њу. Уместо тога, он јој предлаже да се издигне из ситуације  и само разговара с Тобијем, директно га питајући да изађе са њом. Кад Бјанка види Тобија у школи, пита га и он на њено изненађење пристаје. Када Весли постаје фрустриран сталном свађом између родитеља, Бјанка га води на њено омиљено место у шуми, како би му помогла да се носи са могућим разводом. Они се љубе, али се шале на ту тему и претварају се да то ништа не значи. Током састанка Бјанке и Тобија у његовој кући, затекла се како размишља о Веслију, али покушава то одбити. На крају открива да је Тоби искоришћава—проводи време с њом како би се повезао са Џес и Кејси. Суочи се с Тобијем, коначно га види као плитку и површну особу, и одлази у сузама. Тражећи Веслија да разговара с њим о састанку, затекла га је на њеном омиљеном месту у шуми како љуби Медисон.
Љута на Тобија и Веслија, поново се састаје са Џес и Кејси које су све време биле праве пријатељице. Оне, заједно са њеном разумевајућом мајком Доти, убеђују је да пође са њима на матурску прославу, у одећи коју заједно стварају и која укључује елементе претходне Бјанкине гардеробе, попут њених фланелских кошуља. На прослави му Бјанка, користећи претходни савет Веслија, каже да јој се свиђа. Међутим, он је обавештава да поново са Медисон. Медисон прилази и почиње вређати Бјанку. Бјанка каже Медисон да су сви људи DUFF који би требали бити верни властитом идентитету, а њено малтретирање било је само одраз властите несигурности према себи. Медисон је крунисана за краљицу матуре, а Весли за краља, али оклева, а затим одбија титулу и љуби Бјанку пред читавом школом. Бјанкин чланак о матурској прослави и њеном искуству хит је међу студентима; Бјанка ће похађати Северозападни универзитет, док ће Весли отићи у Државни универтитет Охаја. На крају, Бјанка и Весли су и даље заједно као пар.

## Улоге
| Глумац           | Улога             |
| ---------------- | ----------------- |
| Меј Витман       | Бјанка Пајпер     |
| Роби Амел        | Весли Раш         |
| Бела Торн        | Медисон Морган    |
| Бјанка Сантос    | Кејси Кордеро     |
| Скајлер Самјуелс | Џес Харис         |
| Романи Малко     | директор Бјукенан |
| Кен Џонг         | господин Артур    |
| Алисон Џени      | Доти Пајпер       |
| Ник Еверсман     | Тоби Такер        |
| Крис Вајлд       | господин Филмор   |
| Ребека Вајл      | Кејтлин           |
| Ерик Чаварија    | господин Гомез    |
| Џеј Џеј Грин     | Тревор            |
| Мјуријел Телио   | Мараја            |
| Махејли Манинг   | Кара              |
| Деметрије Бриџиз | Џарет             |
| Данијела Шерик   | Кери Вескович     |
| Данијела Лин     | Маја              |